# کم‌آبیاری
کم آبیاری عبارت است از «مصرف عامدانه و عالمانه کمتر آب، به منظور افزایش تولید در مجموعه اراضی تحت پوشش» یا به عبارت ساده‌تر می‌توان گفت کم آبیاری عبارت است از «استفاده بیشتر و بهتر از واحد حجم آب» می‌باشد..
آبیاری کامل به منظور کسب حداکثر محصول از واحد سطح در شرایطی قابل اعمال است که اولاً آب به مقدار کافی در اختیار باشد و ثانیاً امکان توسعه و افزایش سطح زیرکشت وجود نداشته باشد. اما در شرایطی که نه تنها آب به اندازه و مقدار کافی در دسترس نباشد، بلکه اراضی مستعد و قابل احیای زیادی وجود دارند که در صورت رسیدن آب به آنها امکان افزایش تولید قابل توجهی وجود خواهد داشت، کم آبیاری یکی از گزینه‌های پیش‌روست. کم آبیاری در مواردی افزایش کیفیت محصول تولیدی را در پی دارد.
باید توجه داشت برای استفاده حداکثر از پتانسیل واحد حجم آب لازم است در مرحله اول از «دانش آبیاری» و در مرحله دوم از «عملیات صحیح آبیاری» توأمان بهره گرفت. در بکارگیری فن کم آبیاری رعایت ملاحظات مهندسی از ضروریات رسیدن به موفقیت است و باید توجه داشت صرفاً با کم‌آب دادن به گیاه بدون توجه به زمان، مقدار و کیفیت آب آبیاری ممکن است نه تنها سود بیشتری حاصل نگردد بلکه موجب بروز خسارات زیادی نیز گردد؛ لذا برای انجام عملیات کم‌آبیاری، ملاحظات زیر مورد توصیه قرار می‌گیرد.
- گیاهان مناسب برای کم آبیاری؛ (گیاهانی که دارای دوره رشد کوتاه، راندمان مصرف بالا و مقاوم به خشکی هستند در عملیات کم آبیاری بهتر نتیجه می‌دهند).
- خاک‌های مناسب برای کم آبیاری؛ (خاک‌هایی که دارای ظرفیت نگهداری آب بیشتری هستند شرایط بهتری برای پذیرش کم آبیاری دارد).

کیفیت آب آبیاری؛ (آبی که در کم آبیاری مورد استفاده قرار می‌گیرد لازم است از کیفیت خوبی برخوردار باشد تا گیاه همراه با تنش آبی در معرض تنش شوری و تأثیرات منفی آن قرار نگیرد).
- عملیات زراعی؛ (شخم باید به اندازه کافی عمیق باشد تا آب باران بتواند بهتر در خاک نفوذ کرده و ذخیره شود از طرفی زمان کاشت باید به گونه‌ای انتخاب شود که گیاه بتواند از رطوبت موجود در خاک قبل از آبیاری استفاده نماید. در عملیات زراعی لازم است به کنترل علف‌های هرز و کاهش تبخیر از سطح خاک توجه جدی به عمل آید).
- میزان آبیاری؛ (میزان آب آبیاری باید از روی منحنی تابع تولید، درآمد و هزینه تعیین گردد).
- زمان آبیاری؛ (گیاهان در مراحل مختلف رشد واکنش‌های مختلفی به کم‌آبی دارند لذا لازم است با شناخت کامل رفتار گیاه، به گونه‌ای که تأثیرات منفی به حداقل برسد زمان آبیاری تنظیم گردد).
- روش‌های اعمال کم آبیاری؛ (روش‌های اعمال کم آبیاری به وسیله تغییرات در دور و حجم آبیاری نسبت به آبیاری کامل قابل اعمال می‌باشد. انتخاب هر کدام از این روش‌ها بستگی به خصوصیات و کیفیت آب و خاک دارد. یکی دیگر از روش‌های توصیه شده، آبیاری یک در میان فاروهاست. همچنین محل کاشت بوته‌ها بر روی پشته‌ها و فاصله آنها تأثیر بسزایی در موفقیت کم‌آبیاری دارد).

مصرف کود؛ (اثربخشی کودها در شرایط کم‌آبی کاهش می‌یابد، مخصوصاً اگر مصرف این کودها با رشد رویشی گیاهان مطابقت نداشته باشد؛ لذا توصیه می‌گردد که مصرف کودها یکباره و قبل از کاشت گیاه انجام پذیرد و از مصرف کود در مراحل رشد صرف نظر گردد. همچنین در میان کودها، کودهای پتاسیمی مخصوصاً سولفات پتاسیم و سولفات‌روی نقش مهمتری در تنظیم روزنه‌ها و تعادل یونی در سیستم گیاهی به منظور کاهش تنش‌های حاصل از کم‌آبی ایفا می‌نماید؛ بنابراین در کم آبیاری مصرف کودها باید متعادل و بهینه بوده و به مصرف کودهای پتاسیمی نیز توجه ویژه‌ای گردد. همچنین مصرف کود فسفر به ویژه در شرایط دیم، طول دوره رشد را کوتاه کرده، بنابراین صدمات تنش آبی را در اواخر فصل رشد کاهش می‌دهد، به عبارت دیگر مصرف فسفر در این شرایط باعث کاهش صدمات کم‌آبی می‌گردد).